# Alpl (Ybbstaler Alpen)
Das Alpl ist mit seinen 1405 m ü. A. die höchste Erhebung des Oisberges in den Ybbstaler Alpen in Niederösterreich.
Die teilweise bewaldete, rundliche Kuppe des Alpl liegt im östlichen Bereich des Oisbergs. Der höchste Punkt befindet sich im Gemeindegebiet von Opponitz, etwa 100 Meter südlich davon verläuft die Grenze zu St. Georgen am Reith. Der Gipfel kann unter anderem von der Großen Kripp her erstiegen werden, auch im Winter als Skitour. Über diverse Forststraßen oder vom zwei Kilometer südwestlich gelegenen Schneekogel über den Kamm des Oisbergs kann das Alpl ebenfalls erstiegen werden. Einen halben Kilometer nördlich des Alpls befindet sich das Gebiet der Hauslehner Alpe 1349 m. Östlich vom Gipfel erstreckt sich ein bewaldeter Kamm hin zur Bergschulter des Zinkenkogels, auf diesem Kamm liegt die Zinkenhütte 1272 m, eine Jagdhütte.